# Bünde
Bünde (pronunciación en alemán: /ˈbʏndə/ⓘ) es una ciudad pequeña cerca de Bielefeld en la parte del norte de Alemania.

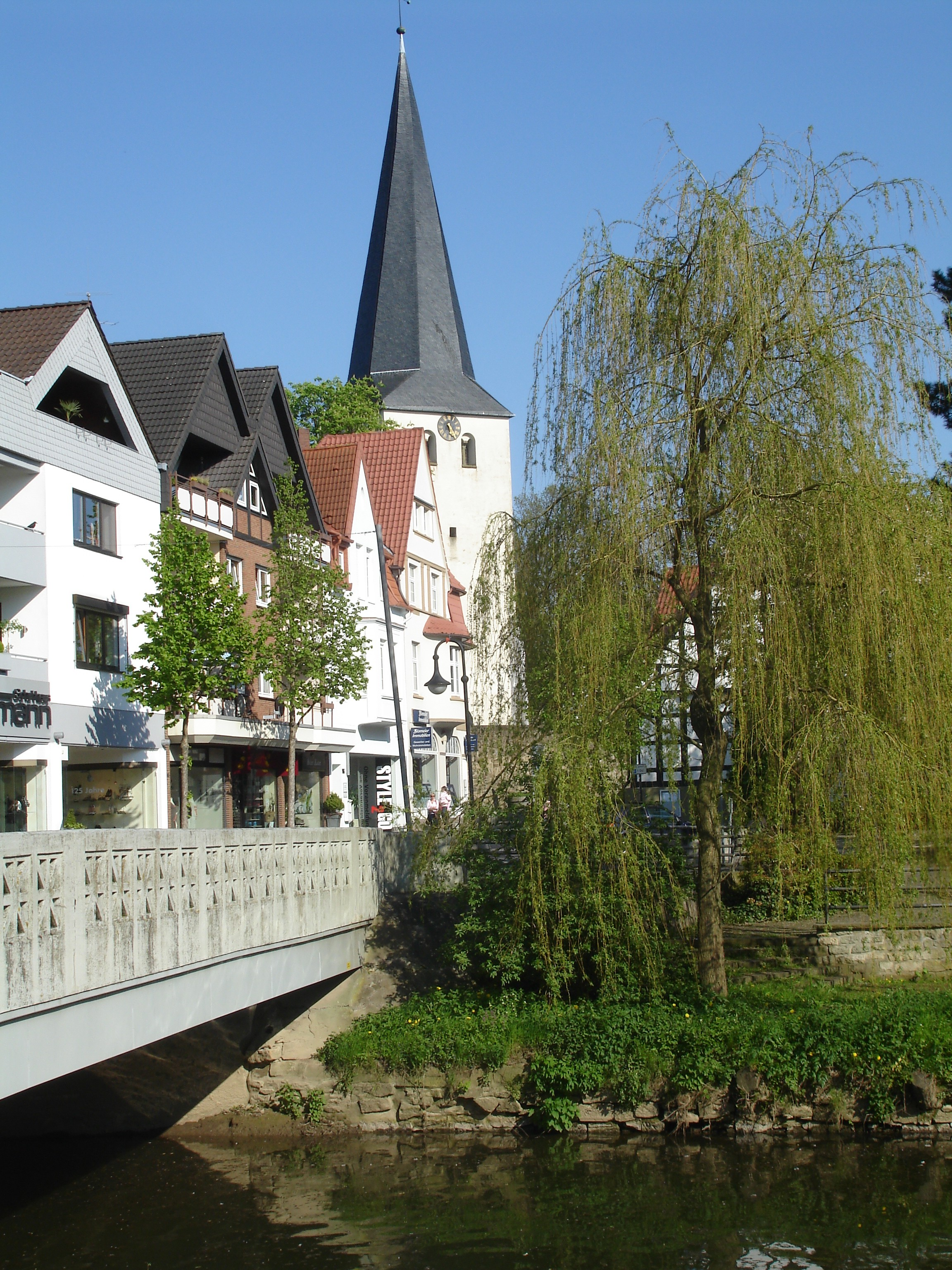
Iglesia de San Lorenzo en Bünde.

Bünde tiene 43.000 habitantes.
En Bünde hay varias iglesias, una estación de trenes y un museo de tabaco.